# Genthod
Genthod es una comuna suiza del cantón de Ginebra, situada en la orilla derecha del lago Lemán. Limita al norte con la comuna de Versoix, al este con Collonge-Bellerive, y al sur y oeste con Bellevue.

## Historia
Formó parte de la República de Ginebra (calvinista) desde 1541. Rodeada por villas católicas Saboyanas y posteriormente desde el Tratado de Lyon (1601) francesas. Entre 1798 y finales de 1813 estuvo bajo la dominación de Francia. En noviembre de 1815 se firma el tratado de París, que supone la entrega de villas francesas al cantón de Ginebra, para que pueda unirse con el Vaud.

## Personalidades
Suele ser residencia de importantes personalidades, como por ejemplo:
- Jacques Chirac, político francés
- Ronald Reagan, político estadounidense
- Yasser Arafat, político palestino
- Mijaíl Gorbachov, político ruso
- Akihito, emperador japonés